# Museo Nacional de Historia y Arte (Luxemburgo)
El Museo Nacional de Historia y Arte del Gran Ducado de Luxemburgo (MNHA) (Nationalmusée fir Geschicht a Konscht, en luxemburgués; Nationalmuseum für Geschichte und Kunst, en alemán; Musée national d'histoire et d'art, en francés) está ubicado al sur de la Ciudad de Luxemburgo, dentro del centro histórico de la ciudad, con un edificio moderno en el barrio de la Villa Haute. En este museo se exhiben piezas arqueológicas, artefactos domésticos, herramientas de trabajo y de defensa de las culturas celta, germánica y romana que se asentaron en la región, así como numerosas obras de arte de diversas épocas del Norte de Europa.

## Historia
La primera vez que se intentó crear el Museo fue en medio de la guerra de la Revolución durante la ocupación francesa, cuando Luxemburgo fue anexado al departamento de Forêts. Sin embargo, el museo nunca fue abierto al público, a pesar de la expropiación de un gran número de artefactos de la iglesia. Con la consolidación de la independencia de Luxemburgo, bajo el primer tratado de Londres de 1839, surgió en la población de Luxemburgo un mayor interés por promover la historia de su país.
En 1845, los historiadores y los arqueólogos formaron la Sociedad para el estudio y la preservación de monumentos históricos en el Gran Ducado de Luxemburgo, Société pour la recherche et la conservation des monuments historiques dans le Grand-Duché de Luxembourg, en francés, conocida regularmente como la «Sociedad arqueológica». Esta sociedad asumió el control y la responsabilidad de mantener una colección de antigüedades históricas de la ciudad de Luxemburgo.
En 1868, la sociedad recibió un reconocimiento del Instituto Real del Gran Ducado (en francés: Institut royal grand-ducal), y entre otras cosas asumió la responsabilidad del mantenimiento y la búsqueda de colecciones arqueológicas.
El museo se ha ampliado con un nuevo edificio diseñado por Christian Bauer et Associés, inaugurado en 2002.